# وینزور، شهرستان ایندیان ریور، فلوریدا
وینزور (به انگلیسی: Windsor) یک منطقهٔ مسکونی در ایالات متحده آمریکا است که در شهرستان ایندیان ریور، فلوریدا واقع شده‌است. وینزور ۲٫۲۷ کیلومتر مربع مساحت و ۲۵۶ نفر جمعیت دارد و ۲ متر بالاتر از سطح دریا واقع شده‌است.